# راميرو سيبيدا
راميرو سيبيدا (بالإسبانية: Ramiro Cepeda)‏ هو لاعب كرة قدم ومدرب كرة قدم أرجنتيني في مركز الوسط، ولد في 25 أبريل 1975 في بوينس آيرس في الأرجنتين. لعب مع Club Atlético Colegiales (Argentina) ‏.